# ナダル (競走馬)
ナダル（Nadal、2017年4月27日 - ）は、アメリカ合衆国の競走馬・種牡馬。2020年のアーカンソーダービーなどで優勝してクラシック候補に挙がるが、怪我のため引退を余儀なくされた。

## 経歴
ケンタッキー州のシエラファームで生産されたサラブレッドの牡馬である。2歳時にファシグ・ティプトンのトレーニングセールに出品され、これを仲買人ケリー・ラドクリフが70万ドルで落札、その後ジョージ・ボルトン、アーサー・ホーユー、バリー・リップマン、マーク・マティーセンの4名による共同所有となった。
怪我のため2歳戦には使われず、デビューしたのは3歳になった1月19日のサンタアニタパーク競馬場であった。このダート6.5ハロンで行われた未勝利戦において、ナダルは2着馬に3馬身3/4差をつけて初勝利を手にしている。
ナダルの2戦目はグレード競走初挑戦となるサンヴィンセントステークス（G2・サンタアニタパーク・ダート7ハロン）であった。鞍上にジョエル・ロサリオを迎えて出走したナダルは、道中2番手につけて競馬を進めると、最後の直線で先頭を走っていた馬ジノビリを3/4馬身追い抜いて優勝を手にした。さらに翌戦、3月14日のオークローンパーク競馬場で行われたレベルステークス（G2・ダート8.5ハロン）では自身が先頭に立つ競馬を見せ、最後の直線では2着馬エグゼッションからの追い込みをかけられるものの、3/4馬身逃げ切って3連勝を飾った。この時点でナダルはフロリダダービー優勝馬のティズザロウや、サンフェリペステークス優勝馬のオーセンティックなどとともにケンタッキーダービーの最有力候補として名前が挙がっていた。
この年は春頃からCOVID-19のパンデミックの影響を受けて休止・順延する競走が多く、本来5月2日に行われる予定であったケンタッキーダービーも大幅に順延、一方でダービーのプレップレースとなるアーカンソーダービー（G1・オークローンパーク・ダート10ハロン）も順延して5月2日に開催された。このためか、同年のアーカンソーダービーにはナダルを含む多数の馬が登録され、分割競走として実施された。この競走で最初に飛び出したのはルイジアナダービー勝ち馬のウェルズバユーで、ナダルはその後ろ2番手を追う形で進め、残り2ハロンの標識でウェルズバユーが力尽きるとそれを追い越し、最終的に2着馬キンググリエルモに3馬身差をつけて優勝を手にした。
しかしその後、サンタアニタパークでの調教中に左前肢の側面顆部を骨折、手術も行われたが復帰は難しいと判断され、5月28日に引退が発表された。その後、同年の10月14日に日本の社台スタリオンステーションがナダルを種牡馬として購入したことを発表、10月30日に現地に到着した。

## 種牡馬時代
2021年の種付け料は400万円で、2023年は350万円、2024年は300万円となっていたが、2025年の種付け料は前年と比べ、700万円増えて1000万円となった。
なお、この産駒は2024年11月10日までにJRAで20勝を挙げ、そのうちダートが17勝となっている。

### 主な産駒
グレード制重賞優勝馬
- 2022年産
  - メルキオル（2025年ブルーバードカップ）
  - メモリアカフェ（2025年関東オークス）

地方重賞優勝馬
- 2022年産
  - ホーリーグレイル（2025年ニューイヤーカップ）
  - プレミアムカインド（2025年花吹雪賞）

## 血統表
| ナダルの血統                          | ナダルの血統                              | ナダルの血統                              | （血統表の出典）                          | （血統表の出典）  |
| 父 Blame 2006 鹿毛 アメリカ           | 父の父Arch 1995 黒鹿毛 アメリカ           | Kris S.                                   | Roberto                                   | Roberto           |
| 父 Blame 2006 鹿毛 アメリカ           | 父の父Arch 1995 黒鹿毛 アメリカ           | Kris S.                                   | Sharp Queen                               |                   |
| 父 Blame 2006 鹿毛 アメリカ           | 父の父Arch 1995 黒鹿毛 アメリカ           | Aurora                                    | Danzig                                    | Danzig            |
| 父 Blame 2006 鹿毛 アメリカ           | 父の父Arch 1995 黒鹿毛 アメリカ           | Aurora                                    | Althea                                    |                   |
| 父 Blame 2006 鹿毛 アメリカ           | 父の母Liable 1995 鹿毛 アメリカ           | Seeking the Gold                          | Mr. Prospector                            | Mr. Prospector    |
| 父 Blame 2006 鹿毛 アメリカ           | 父の母Liable 1995 鹿毛 アメリカ           | Seeking the Gold                          | Con Game                                  |                   |
| 父 Blame 2006 鹿毛 アメリカ           | 父の母Liable 1995 鹿毛 アメリカ           | Bound                                     | Nijinsky II                               | Nijinsky II       |
| 父 Blame 2006 鹿毛 アメリカ           | 父の母Liable 1995 鹿毛 アメリカ           | Bound                                     | Special                                   |                   |
| 母 Ascending Angel 2011 栗毛 アメリカ | 母の父Pulpit 1994 鹿毛 アメリカ           | A.P. Indy                                 | Seattle Slew                              | Seattle Slew      |
| 母 Ascending Angel 2011 栗毛 アメリカ | 母の父Pulpit 1994 鹿毛 アメリカ           | A.P. Indy                                 | Weekend Surprise                          |                   |
| 母 Ascending Angel 2011 栗毛 アメリカ | 母の父Pulpit 1994 鹿毛 アメリカ           | Preach                                    | Mr. Prospector                            | Mr. Prospector    |
| 母 Ascending Angel 2011 栗毛 アメリカ | 母の父Pulpit 1994 鹿毛 アメリカ           | Preach                                    | Narrate                                   |                   |
| 母 Ascending Angel 2011 栗毛 アメリカ | 母の母Solar Colony 1995 黒鹿毛 アメリカ   | Pleasant Colony                           | His Majesty                               | His Majesty       |
| 母 Ascending Angel 2011 栗毛 アメリカ | 母の母Solar Colony 1995 黒鹿毛 アメリカ   | Pleasant Colony                           | Sun Colony                                |                   |
| 母 Ascending Angel 2011 栗毛 アメリカ | 母の母Solar Colony 1995 黒鹿毛 アメリカ   | Meteor Stage                              | Stage Door Johnny                         | Stage Door Johnny |
| 母 Ascending Angel 2011 栗毛 アメリカ | 母の母Solar Colony 1995 黒鹿毛 アメリカ   | Meteor Stage                              | Northern Meteor                           |                   |
| 母系(F-No.)                           | (FN:23-b)                                 | (FN:23-b)                                 | (FN:23-b)                                 | [ § 2 ]           |
| 5代内の近親交配                       | Mr. Prospector 4x4, Northern Dancer 5x5x5 | Mr. Prospector 4x4, Northern Dancer 5x5x5 | Mr. Prospector 4x4, Northern Dancer 5x5x5 | [ § 3 ]           |
| 出典                                  | 1. 2. 3.                                  | 1. 2. 3.                                  | 1. 2. 3.                                  | 1. 2. 3.          |